# Günther-Klotz-Anlage

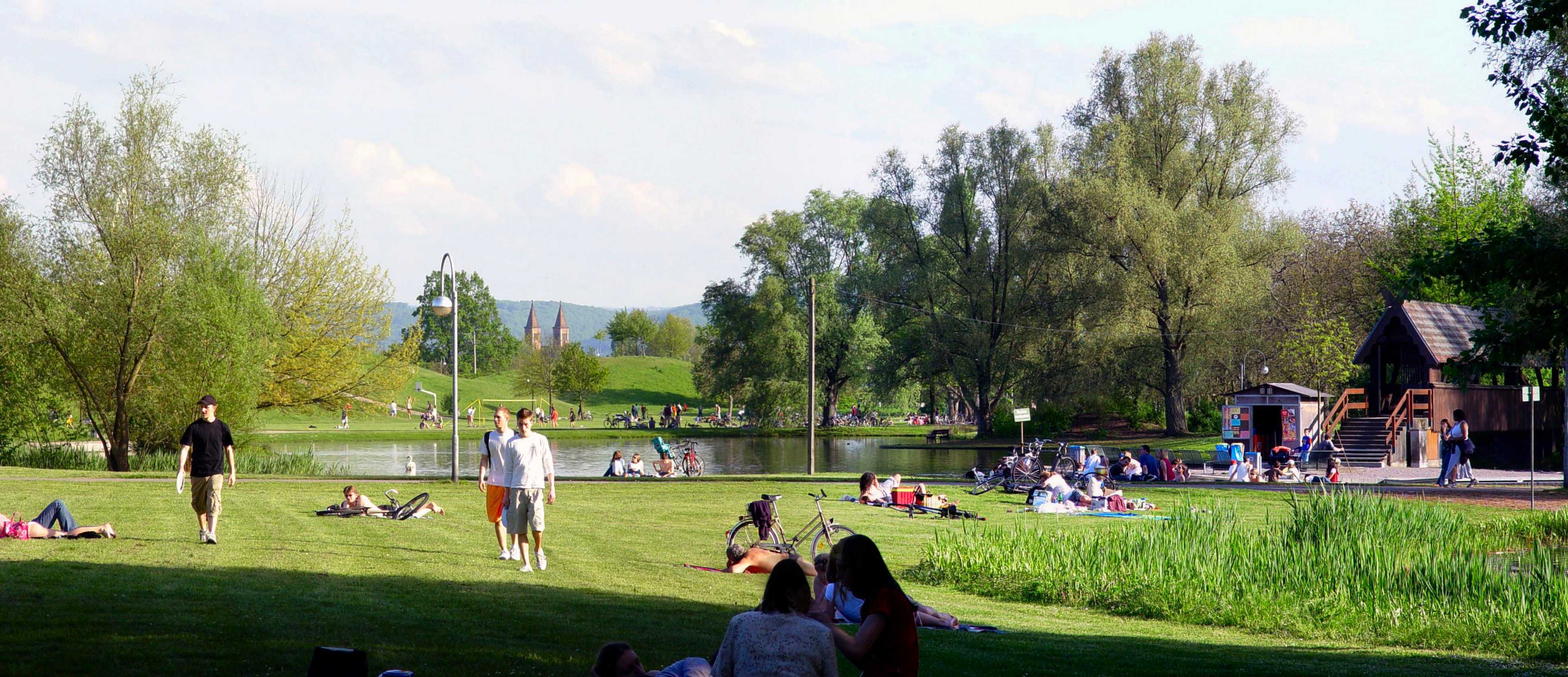
Günther-Klotz-Anlage

Die Günther-Klotz-Anlage (umgangssprachlich „Klotze“) ist eine öffentlich zugängliche Parkanlage im Südwesten von Karlsruhe, benannt nach dem ehemaligen Karlsruher Oberbürgermeister Günther Klotz.

## Lage
Die Günther-Klotz-Anlage befindet sich zwischen den Stadtteilen Grünwinkel, Mühlburg, Weststadt, Südweststadt und Beiertheim-Bulach entlang der Alb, im Süden des ehemaligen Gebiets „Beiertheimer Feld“. Im Osten grenzt sie an das daraus hervorgegangene Kleingartengebiet „Beiertheimer Feld“. Im Südosten grenzt die Günther-Klotz-Anlage an den Europa-Sportpark Karlsruhe, bestehend aus dem Europabad, der Europahalle und dem Beiertheimer Stadion. Im Süden wird sie durch die Südtangente beziehungsweise die L 605 von Beiertheim-Bulach getrennt. Im Westen wird die Anlage durch die Südtangente beziehungsweise das Gebiet des Verein der Gartenfreunde im Albgrün e.V. von Grünwinkel begrenzt, im Norden markiert die B10 sowie die Wilhelm-Baur-Straße die Begrenzung.
Die nächsten ÖPNV-Haltestellen sind „Europabad / Europahalle“ und „Bannwaldallee“ im Süden sowie „Kühler Krug“ im Norden. Fast über die gesamte Länge der Anlage erstreckt sich der Karl-Wolf-Weg, der für Fußgänger, Radfahrer und Inlineskater freigegeben ist, allerdings nicht für Autos.

## Geschichte
Der Park war als Naherholungsanlage für die Bewohner der Weststadt und der Südweststadt vorgesehen. Der bundesweit ausgeschriebene Architekturwettbewerb im Jahr 1971 für ein 47,5 Hektar großes Gelände im Beiertheimer Feld sah auch die Errichtung einer Wohnsiedlung auf dem angrenzenden Schrebergartengelände vor, die jedoch nicht verwirklicht wurde. Der Karlsruher Architekt Johannes Heinz Jakubeit gewann den Wettbewerb und erhielt den Planungsauftrag. Das 18 Hektar große Parkareal wurde ab 1976 angelegt und der erste Bauabschnitt am 16. Oktober 1976 eröffnet, nach etwa neunjähriger Bauzeit wurde das gesamte Gelände 1985 fertiggestellt. Die Projektkosten beliefen sich auf rund 10 Millionen DM. Jakubeit ließ das zuvor ebene Gelände mit Teichen und Hügeln modellieren. Die bis zu 15 Meter hohen Hügel entstanden aus dem Aushubmaterial der Teiche und zusätzlichem Bauschutt.

## Beschreibung
Im nördlichen Teil der Anlage befinden sich das Restaurant „Brauhaus Kühler Krug“ und ein Spielplatz sowie fest montierte Sportgeräte. Im Zentrum befinden sich der Modellbootsee und der Ruderbootsee. Eine ehemalige Albbrücke führt auf eine Plattform im Ruderbootsee, auf der sich Ruderboote ausleihen lassen. Bei ausreichender Eisdicke im Winter ist das Schlittschuhlaufen auf dem Ruderbootsee zugelassen. Südlich der Seen befindet sich eine Erhebung, die umgangssprachlich „Mount Klotz“ genannt wird und die bei Schnee auch als Rodelhügel verwendet wird. Hinter dem Hügel steht ein weiterer Spielplatz, unter anderem mit Kletterturm.
Entlang der Alb befindet sich seit 2004 ein Gewässererlebnispfad. In der Anlage finden sich verschiedene Feucht- und Trockenbiotope für seltene und gefährdete Tier- und Pflanzenarten. Am westlichen Ufer der Alb befindet sich eine ausgewiesene Hundeauslauffläche.

## Das Fest

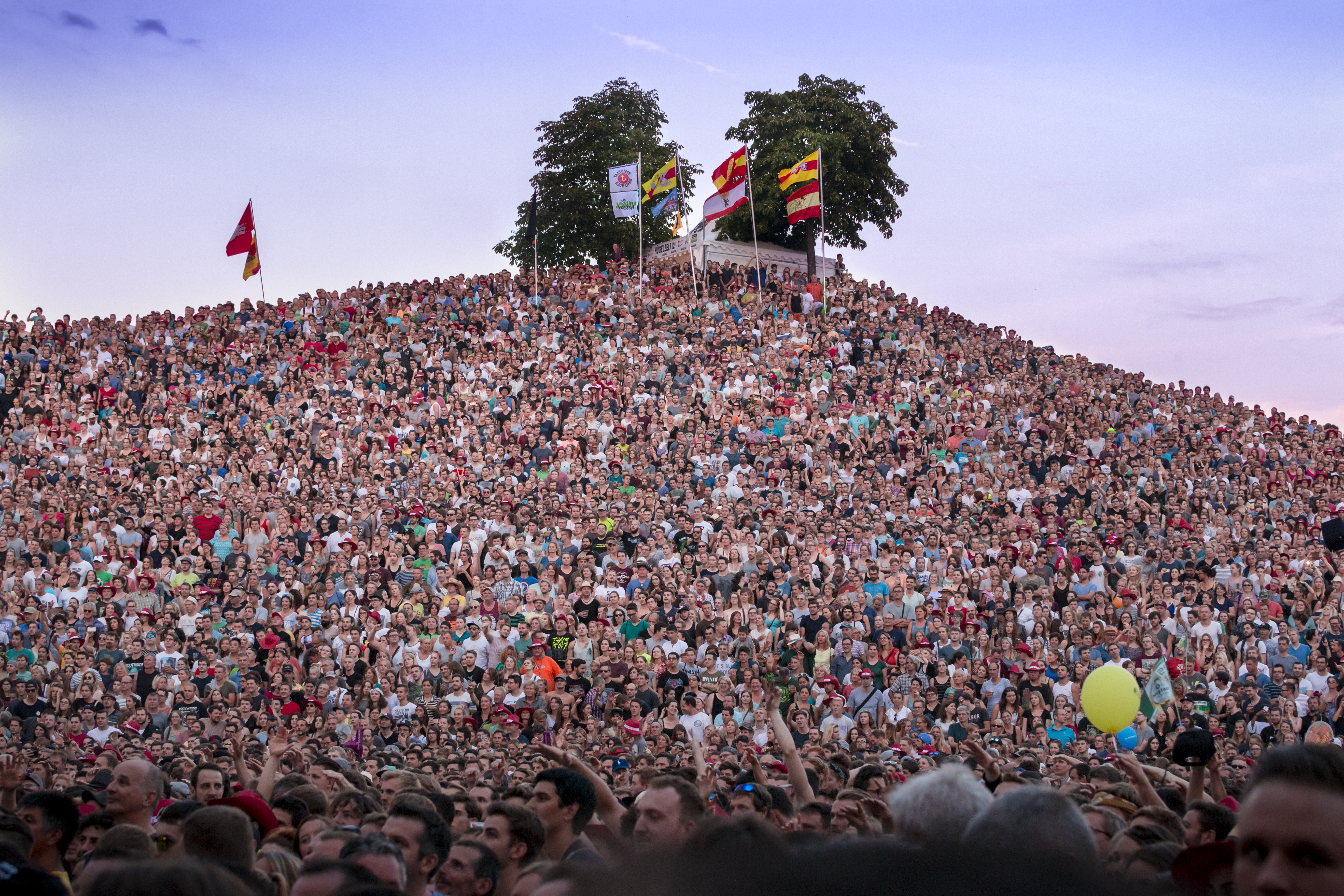
Publikum auf dem „Mount Klotz“ bei „Das Fest“ 2017

Seit 1985 findet die Open-Air-Musik-Veranstaltung Das Fest jährlich in der Günther-Klotz-Anlage statt, die neben mehren Musikbühnen ein umfangreiches Sport-, Kinder- und Familienprogramm bietet und mit jeweils mehreren hunderttausend Besuchern zu den großen Musikveranstaltungen in Deutschland zählt. Die Haupttribüne wird dabei vor dem „Mount Klotz“ aufgebaut, von dem aus tausende Zuschauer, ähnlich wie von den ansteigenden Rängen eines antiken griechischen Theaters, freie Sicht haben.

## Sport
Die Günther-Klotz-Anlage ist beliebt bei Fahrradfahrern, Inline-Skatern und Joggern. Außerdem stehen ein Basketball- und ein Beachvolleyballplatz zur Verfügung. Zur Vorbereitung auf die jährlich in Karlsruhe stattfindende Laufveranstaltung „Badische Meile“ ist eine Trainingsstrecke in der Günther-Klotz-Anlage ausgewiesen.
Neben der Nutzung für Freizeitaktivitäten fanden auf dem Parkgelände bereits mehrere Wettkämpfe statt. Die Günther-Klotz-Anlage war Teil des Wettkampfgeländes der World Games 1989 in Karlsruhe. Seit 2004 verläuft die zweite Runde des Baden-Marathons durch die Günther-Klotz-Anlage. 2008 fanden die deutschen Special Olympics National Games in Karlsruhe statt, unter anderem auch in der Günther-Klotz-Anlage. 2009 war die Günther-Klotz-Anlage Austragungsort für ein Rennen des SKS-Deutschland Cup Cross, der höchsten deutschen Rennserie im Radcross.

## Kirche
2011, 2014, 2017, 2022 und 2024 veranstaltete die Evangelische Kirche in Karlsruhe Tauffeste in der Günther-Klotz-Anlage.